# ツール・ド・スイス2005
ツール・ド・スイス2005は、ツール・ド・スイスの69回目のレース。2005年6月11日から19日まで行われた。

## 日程
| 区間 | 月日 | スタート － ゴール                           | km    | 区間1位                  | 区間2位                  | 区間3位                    | 総合1位                |
| ---- | ---- | -------------------------------------------- | ----- | ------------------------ | ------------------------ | -------------------------- | ---------------------- |
| 1    | 6/19 | シャフハウゼン － ヴァインフェルデン         | 169.9 | ベルンハルト・アイゼル   | トム・ボーネン           | ペーター・ヴロリッヒ       | ベルンハルト・アイゼル |
| 2    | 6/12 | ヴァインフェルデン(ITT)                      | 36.0  | ヤン・ウルリッヒ         | ブラッドリー・マギー     | マイケル・ロジャース       | ヤン・ウルリッヒ       |
| 3    | 6/13 | アプトヴィル － サンクト・アントン           | 154.2 | ブラッドリー・マギー     | ミルコ・チェレスティーノ | パトリック・ジンケヴィッツ | ヤン・ウルリッヒ       |
| 4    | 6/14 | ファドゥーツ － バート・ツルツァッハ         | 208.2 | ロビー・マキュアン       | ダニエーレ・コッリ       | オレリアン・クレルク       | ヤン・ウルリッヒ       |
| 5    | 6/15 | バート・ツルツァッハ － アルトドルフ         | 172.4 | ミヒャエル・アルバジーニ | グレゴリー・ラスト       | レーネ・ハーゼルバッハー   | ヤン・ウルリッヒ       |
| 6    | 6/16 | ビュルクレン － アローザ                     | 158.7 | クリス・ホーナー         | ヴィンチェンツォ・ニバリ | マイケル・ロジャース       | マイケル・ロジャース   |
| 7    | 6/17 | アインジーデルン － レンク・イム・ジメンタル | 192.8 | リーヌス・ゲルデマン     | ロレンツォ・ベルヌッチ   | ダビ・エチェバリア         | マイケル・ロジャース   |
| 8    | 6/18 | レンク・イム・ジメンタル － ヴェルヴィエ     | 162.2 | パブロ・ラストラス       | カルロス・バレード       | ファビアン・ヴェークマン   | マイケル・ロジャース   |
| 9    | 6/19 | ウルリヒェン                                 | 100.4 | アイトール・ゴンサレス   | フランク・シュレク       | ダニエル・アティエンサ     | アイトール・ゴンサレス |

## 総合成績
| 順位 | 選手名                 | 国籍           | チーム名                       | 時間           |
| ---- | ---------------------- | -------------- | ------------------------------ | -------------- |
| 1.   | アイトール・ゴンサレス | スペイン       | エウスカルテル・エウスカディ   | 33時間08分51秒 |
| 2.   | マイケル・ロジャース   | オーストラリア | クイックステップ               | + 22秒         |
| 3.   | ヤン・ウルリッヒ       | ドイツ         | T-モバイル                     | + 1分36秒      |
| 4.   | フランク・シュレク     | ルクセンブルク | チームCSC                      | + 1分41秒      |
| 5.   | クリス・ホーナー       | アメリカ合衆国 | サウニエル・ドゥバル＝スコット | + 2分02秒      |
| 6.   | コルド・ヒル           | スペイン       | リベルティ・セグロス           | + 2分49秒      |
| 7.   | ビート・ツベルク       | スイス         | ゲロルシュタイナー             | + 3分47秒      |
| 8.   | ブラッドリー・マギー   | オーストラリア | フランセージュ・デ・ジュー     | + 4分13秒      |
| 9.   | タデイ・ヴァリャヴェツ | スロベニア     | フォナック                     | + 4分28秒      |
| 10.  | レオナルド・ピエポリ   | イタリア       | サウニエル・ドゥバル＝スコット | + 6分01秒      |

山岳賞
- ロベルト・ライセカ

ポイント賞
- ブラッドリー・マギー

スプリント賞
- ミヒャエル・アルバジーニ